# Kniphofia uvaria
Kniphofia uvaria là một loài thực vật có hoa trong họ Thích diệp thụ. Loài này được (L.) Oken miêu tả khoa học đầu tiên năm 1841.